# Ben Helfgott
Pour les articles homonymes, voir Helfgott.
Ben Helfgott, né le 22 novembre 1929 à Piotrków Trybunalski en Pologne et mort le 16 juin 2023 à Londres, est un haltérophile britannique d'origine polonaise. Il est un Survivant de la Shoah.

## Biographie
De confession juive, il est déporté en 1942 au camp de concentration de Buchenwald. Il est libéré en 1945 du camp de concentration de Theresienstadt. Il fait partie d'un premier groupe de 300 enfants orphelins survivants de la Shoah qui seront évacués depuis Prague le 14 août 1945 afin de trouver refuge au Royaume-Uni près du lac Windermere d'où le nom enfants de Windermere qu'on attribuera au groupe. 
Il représente la Grande-Bretagne aux Jeux olympiques de Melbourne en 1956 et aux jeux Olympiques de Rome en 1960. Il remporte une médaille de bronze aux Jeux de l'Empire britannique et du Commonwealth de 1958 et trois médailles d'or aux Maccabiades en 1950, 1953 et 1956.

## Source
- (en) Cet article est partiellement ou en totalité issu de l’article de Wikipédia en anglais intitulé « Ben Helfgott » (voir la liste des auteurs).